# William Beecher Scoville
William Beecher Scoville (Philadelphia (Pennsylvania), 13 januari 1906 - New Jersey, 25 februari 1984) was een Amerikaanse neurochirurg, die vooral bekend werd door de operatie die hij in 1953 verrichtte op Henry Gustav Molaison (1926 - 2008), alias "patiënt HM". Het geheugenverlies dat deze patiënt daarbij opliep leidde tot een belangrijke doorbraak in de kennis van geheugensystemen en de rol van de hippocampus daarbij. Scoville kwam in 1984 door een auto-ongeluk om het leven.

## Betekenis
Scoville studeerde geneeskunde in Yale en behaalde zijn PhD in 1932 aan de University of Pennsylvania School of Medicine. In 1941 rondde hij zijn specialisatie in de neurochirurgie af. In datzelfde jaar startte hij het eerste opleidingsinstituut in dit vakgebied in het Hartford Hospital in Connecticut, waar hij sinds 1939 afdelingshoofd was.
Toen epilepsiepatiënt HM zich in 1953 meldde met ernstige klachten, bood Scoville hem de kans deze symptomen te laten bestrijden met een experimentele behandeling. Met een gewone handboor verwijderde hij grote delen van de hippocampus, de gyrus parahippocampalis en de amygdala. Na de ingreep bleek HM te lijden aan een ernstige vorm van geheugenverlies, maar het langetermijngeheugen voor feiten of gebeurtenissen die zich hadden afgespeeld in de periode ver vóór de ingreep was nog nagenoeg intact. Dit was een bewijs dat in de hersenen verschillende geheugensystemen bestaan. Vooral de hippocampus bleek een belangrijke rol te vervullen bij het declaratieve of het episodische geheugen.
Door dit verhelderende inzicht betekende de operatie van patiënt HM een belangrijke doorbraak in de neurologie, al was diens leven erdoor verwoest. Samen met de Brits-Canadese neuropsycholoog Brenda Milner schreef Scoville in 1957 een baanbrekend artikel over zijn bevindingen met HM. Hij heeft honderden hersenoperaties uitgevoerd met het doel psychiatrische stoornissen te verhelpen door het beschadigen van frontale kwabben en temporale kwabben.
Scoville zelf noemde zijn ingreep bij Molaison later "een tragische vergissing". Hoewel deze werkwijze ook in de jaren vijftig al omstreden was, bleef zijn reputatie onaangetast. Scoville leidde van 1939 tot 1968 de neurochirurgische afdeling van het ziekenhuis van Hartford (Connecticut) en was hoogleraar aan Yale University en de University of Connecticut, waar later een leerstoel naar hem genoemd werd. Op het gebied van operatietechniek ontwierp hij verschillende instrumenten en vond hij een nieuwe operatiemethode voor wervelfracturen uit. Hij heeft 144 wetenschappelijke publicaties op zijn naam staan en heeft een belangrijke rol gespeeld in de opleiding van neurochirurgen. 
- Gemeinsame Normdatei: 1176847295
- International Standard Name Identifier: 0000 0004 5529 2063
- Library of Congress Control Number: n2015191234
- Nationale Bibliotheek van Israël: 987007408929505171
- Virtual International Authority File: 223145542552796640633
- WorldCat: E39PBJbRg7FT7HkbCyWKxPW7HC